# Alistair Duncan
Ne pas confondre avec l'acteur écossais Alastair Duncan né en 1958 à Édimbourg.
Alistair Duncan est un acteur britannique né en 1926 à Ilford, Essex et décédé le 3 août 2005 à Woy Woy, New South Wales, Australie.

## Filmographie
- 1960 : Stormy Petrel (série télévisée)
- 1962 : The Patriots (série télévisée)
- 1964 : The Four-Poster (téléfilm)
- 1964 : I Have Been Here Before (téléfilm)
- 1964 : A Season in Hell (téléfilm)
- 1970 : A Christmas Carol (téléfilm) (voix)
- 1971 : Demonstrator : Ted Packard
- 1972 : The Gentlemen of Titipu (série télévisée) (voix)
- 1972 : Marco Polo (téléfilm) (voix)
- 1972 : Birds in the Bush (série télévisée) : Hoffnung
- 1972 : Le Tour du monde en 80 jours ("Around the World in 80 Days") (série télévisée) : Phileas Fogg (voix)
- 1972 : Number 96 (série télévisée) : Vernon Saville (1972)
- 1973 : The Black Arrow (téléfilm) (voix)
- 1975 : Mysterious Island (téléfilm) (voix)
- 1977 : A Journey to the Center of the Earth (téléfilm) (voix)
- 1982 : Heatwave : American speaker
- 1983 : On the Run : Mr. Jabert
- 1984 : The Adventures of Huckleberry Finn (téléfilm) (voix)
- 1984 : Fast Talking : School inspector
- 1984 : Annie's Coming Out : Hopgood
- 1985 : 20,000 Leagues Under the Sea (voix)
- 1990 : Vengeances de femmes (Ring of Scorpio) (téléfilm) : Mr. Watts
- 1998 : A Difficult Woman (feuilleton TV) : Honore De Grasset